# Sadina, Giurgiu
Sadina este un sat în comuna Roata de Jos din județul Giurgiu, Muntenia, România.
 Acest articol despre o localitate din județul Giurgiu este deocamdată un ciot. Puteți ajuta Wikipedia prin completarea lui.